# نمر فلوريدا
نمر فلوريدا (الاسم العلمي: P. c. couguar) هو جُمهرة من أسد الجبال الأمريكي الشمالي يعيش في جنوب فلوريدا. يُفضل العيش في غابات الأناناس، وغابات أشجار الصنوبر، وغابات مستنقعات المياه العذبة.